# San Giovanni Battista de' Rossi (titre cardinalice)
Le titre cardinalice de San Giovanni Battista de' Rossi (Saint Jean-Baptiste de' Rossi, en référence à un prêtre italien du XVIIIe siècle canonisé en 1881) est érigé par le pape Paul VI le 29 avril 1969 et rattaché à l'église San Giovanni Battista de Rossi qui se trouve dans le quartier de l'Appio-Latino au sud-est de Rome. 

## Titulaires
| - John Joseph Carberry (1969-1998) - Julio Terrazas Sandoval (2001-2015) - John Ribat (depuis 2016) |